# 포보스 계획

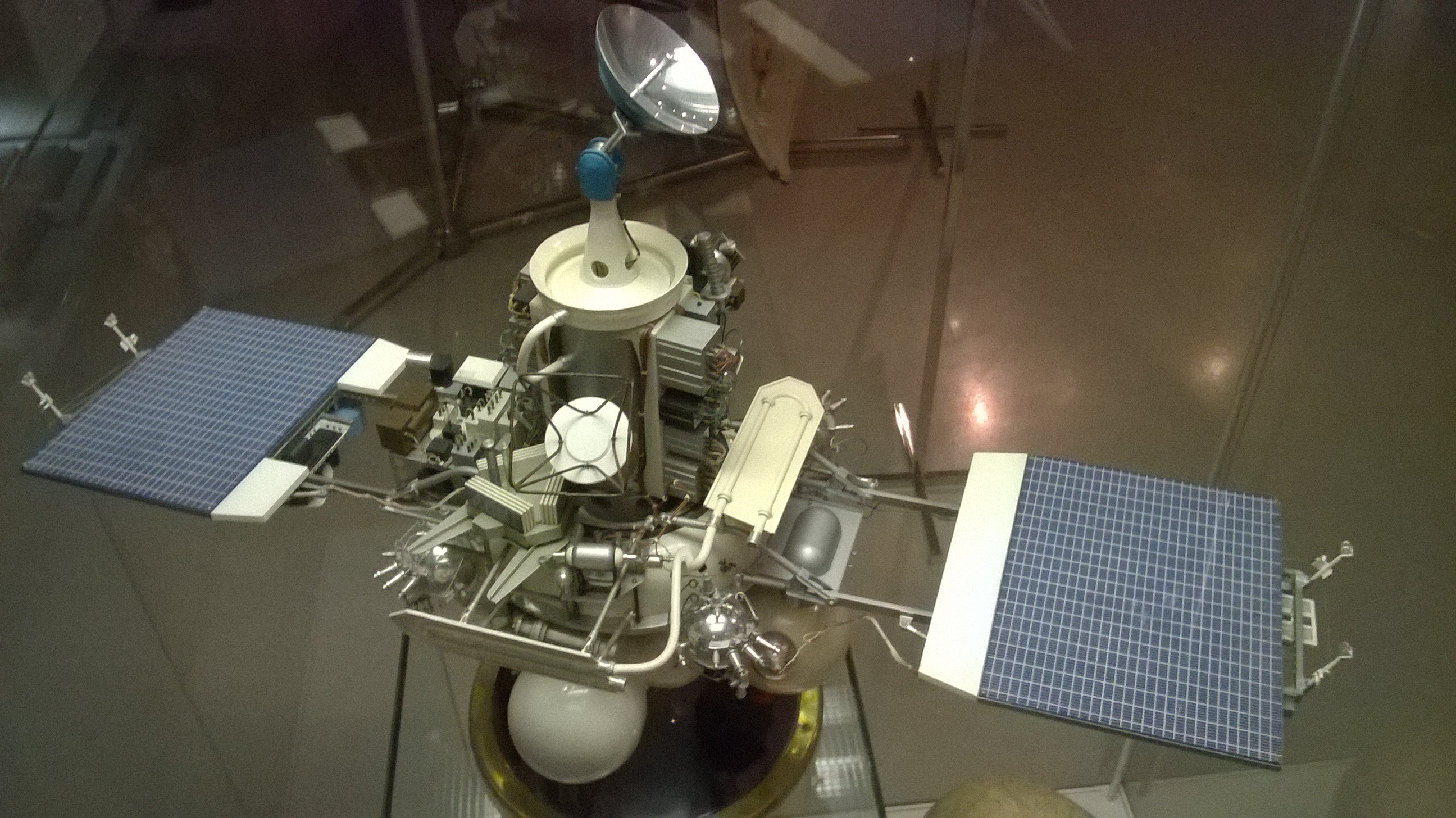

포보스 계획(러시아어: Фобос)은 소비에트 연방의 화성 탐사 계획이다. 포보스 1호, 포보스 2호로 화성과 그 위성 중 하나인 포보스의 관측을 할 예정이었다. 각각 바이코누르 우주 기지에서 1988년 7월 7일과 12일에 발사되었다. 결과적으로 계획은 실패했다. 1호 탐사선은 화성으로 가는 도중에 9월 12일 업데이트된 소프트웨어의 결함에 의해 고장했다. 2호 탐사선은 포보스까지 190km을 두고 1989년 3월 27일 교신이 끊겼다. 소비에트 연방의 우주 개발을 이은 러시아는 2011년 11월에 다시 포보스를 향해 탐사선을 발사했다. 이 계획은 포보스 그룬트라고 하며, 포보스 1호와 2호와는 다른 새로운 디자인의 기체를 사용했다.

## 같이 보기
- 화성 탐사
- 우주 탐사